# Каратани, Кодзин
Кодзин Каратани (яп. 柄谷 行人 Каратани Ко:дзин, род. 6 августа 1941, Амагасаки) — японский литературный критик и мыслитель-марксист, один из наиболее значительных японских социальных философов последних десятилетий. Настоящее имя — Ёсио Каратани (柄谷 善男).

## Биография
Родился в городе Амагасаки префектуры Хёго. Начинал как литературный критик. Привлёк к себе внимание в 1969 году с посвящённой интерпретации творчества Нацумэ Сосэки статьёй «Сознание и природа» (意識と自然), удостоенной премии журнала «Гундзо» для дебютантов. В молодости испытал значительное влияние идей философа Такааки Ёсимото, с которым был знаком лично. Выбор Сосэки как темы своих ранних работ был отчасти продиктован желанием сблизиться с другими видным критиком Дзюном Это, наиболее известным своим трудом «Сосэки и его время». Именно по рекомендации Это, заинтересовавшегося Каратани, последний был отправлен в 1975 году в Йельский университет для чтения лекций о японской литературе.
Как литературный критик активно способствовал популяризации авторов, относимых к «поколению интровертов» (Ёсикити Фуруи, Мэйсэй Гото и др.), а также Кэндзи Накагами, с которым он был связан дружескими и плодотворными творческими отношениями, оборвавшимися только со смертью писателя. На похоронах Накагами произнесение надгробной речи был предоставлено именно Каратани. Анализ творчества Сосэки, с которого Каратани начинал свой литературоведческий путь, также продолжал оставаться для него одной из центральных тем: целый ряд современных изданий романов Сосэки сопровождаются послесловиями Каратани.
В 1973 году в деятельности Каратани произошёл значительный поворот. В анализе шекспировского «Макбета» он обратился к вопросу распада движения новых правых, пришедшегося на тот год. За такого рода интерпретацией «Макбета» последовало основательное изучение и радикальное переосмысление «Капитала» Маркса, прочитанного извне доктрин марксизма-ленинизма. В 1975 году во время своего пребывания в Йельском университете Каратани сблизился с Йельской школой деконструкции и Полем де Маном лично, а позднее в 1978 году и с Жаком Деррида. К концу 1970-х Каратани выдвинулся в число наиболее видных мыслителей Японии.

## Взгляды
В своей книге «Структура мировой истории: от способов производства к способам обращения» Каратани указывает на то, что способы обращения играют ключевую роль в воспроизводстве человеческого общества. Он рассматривает капитал и национальное государство как взаимосвязанную систему, на которой основывается (все менее и менее устойчиво) современное глобальное общество. Чтобы понять, что придёт на смену нынешней системе, Каратани рассматривает исторические способы обращения:
- способ А — обмен подарками, характерный для оседлых земледельцев
- способ В — обмен покорности на защиту, возникающий со становлением государства
- способ С — обмен товарами, характерный для капитализма и, наконец
- способ D — будущий способ обращения, основанный на обмене подарками, но на новом историческом уровне

Каратани говорит о том, что последняя четвёртая фаза в развитии способов обращения, предполагающая преодоление капитала, нации и государства, — может быть понята в свете идей Канта о вечном мире.

## Избранные сочинения

### Литературоведение
- Болезнь под названием «смысл» (意味という病, 1975)
- Преодоление Кобаяси Хидэо (小林秀雄をこえて, 1979). Совместно с Кэндзи Накагами.
- Архитектура как метафора (隠喩としての建築, 1979)
- Происхождение современной японской литературы (日本近代文学の起源, 1980)
- Критика и постмодерн (批評とポストモダン, 1985)
- Сакагути Анго и Накагами Кэндзи (坂口安吾と中上健次, 1996)
- Конец современной литературы (近代文学の終わり・柄谷行人の現在, 2005)

### Философия
- Марксизм и его возможности (マルクスその可能性の中心, 1978)
- Диалоги I—IV (ダイアローグ Ⅰ〜Ⅳ, 1979, 1987—1991)
- Транскритика: Кант и Маркс (トランスクリティーク――カントとマルクス, 2001)
- На пути к мировому содружеству. Преодоление капитализма и государства (世界共和国へ――資本=ネーション=国家を超えて, 2006)
- Структура мировой истории: от способов производства к способам обращения («世界史の構造»を読む, английский перевод «The Structure of World History: from Modes of Production to Modes of Exchange», 2014)